# Ivan Netuka
Ivan Netuka (ur. 7 lipca 1944 w Hradcu Králové – zm. 14 października 2020) – czeski matematyk, profesor na Uniwersytecie Karola w Pradze. Zajmował się analizą, w tym teorią potencjału.

## Życiorys
W latach 1962–1967 studiował matematykę stosowaną na Uniwersytecie Karola w Pradze. Doktorat uzyskał tamże na podstawie rozprawy pt. The Third Boundary Value Problem in Potential Theory napisanej pod kierunkiem Josefa Krála. Od 1979 docent, a od 1986 profesor na Uniwersytecie Karola. W latach 1993–1999 pełnił funkcję zastępcy dziekana a w latach 1999–2005 był dziekanem Wydziału Matematyczno-Fizycznego Uniwersytetu Karola.
Ojciec dwóch synów (kardiochirurga Ivana Netuki ur. w 1973 oraz neurochirurga Davida ur. w 1976).